# Примерное (Каменско-Днепровский район)
Примерное (укр. Примірне) — село,
Нововодянский сельский совет,
Каменско-Днепровский район,
Запорожская область,
Украина.
Основано козаком Андрієм Андрійовичем
Код КОАТУУ — 2322486503. Население по переписи 2001 года составляло 224 человека.

## Географическое положение
Село Примерное находится в 2-х км от Каховского водохранилища (Днепр),
на расстоянии в 0,5 км от села Новоукраинка и в 2-х км от города Энергодар.

## История
- 1922 год — дата основания.